# Мікамі Сіндзі
Сіндзі Мікамі (нар. 11 серпня 1965, Івакуні) — японський геймдизайнер. Найбільш відомий як творець серії «Resident Evil». Опісля полишення Capcom у 2010 році заснував власну студію Tango Gameworks.

## Брав участь у розробці
| Назва                                                 | Рік релізу | Роль                             |
| ----------------------------------------------------- | ---------- | -------------------------------- |
| Super Spy Hunter                                      | Н/Д        | Геймдизайнер                     |
| Capcom Quiz: Hatena? no Daibōken                      | 1990       | Планування                       |
| Who Framed Roger Rabbit                               | 1991       | Планування                       |
| Aladdin                                               | 1993       | Планування                       |
| Goof Troop                                            | 1994       | Дизайнер                         |
| Resident Evil                                         | 1996       | Керівник та продюсер             |
| Resident Evil 2                                       | 1998       | Продюсер                         |
| Dino Crisis                                           | 1999       | Керівник та продюсер             |
| Resident Evil 3: Nemesis                              | 1999       | Продюсер                         |
| Resident Evil Code: Veronica                          | 2000       | Продюсер                         |
| Dino Crisis 2                                         | 2000       | Виконавчий продюсер              |
| Onimusha: Warlords                                    | 2001       | Консультант                      |
| Resident Evil Gaiden                                  | 2001       | Консультант                      |
| Devil May Cry                                         | 2001       | Виконавчий продюсер              |
| Phoenix Wright: Ace Attorney                          | 2001       | Виконавчий продюсер              |
| Resident Evil Survivor 2 Code: Veronica               | 2001       | Супервайзер                      |
| Resident Evil (ремейк на GameCube)                    | 2002       | Керівник                         |
| Resident Evil Zero                                    | 2002       | Виконавчий консультант           |
| Phoenix Wright: Ace Attorney: Justice for All         | 2003       | Виконавчий продюсер              |
| P.N.03                                                | 2003       | Керівник                         |
| Viewtiful Joe                                         | 2003       | Виконавчий продюсер              |
| Dino Crisis 3                                         | 2003       | Виконавчий продюсер              |
| Resident Evil Outbreak                                | 2003       | Дизайнер                         |
| Resident Evil Outbreak File #2                        | 2004       | Дизайн фону                      |
| Phoenix Wright: Ace Attorney: Trials and Tribulations | 2004       | Виконавчий продюсер              |
| Resident Evil 4                                       | 2005       | Керівник                         |
| Killer7                                               | 2005       | Виконавчий продюсер та сценарист |
| Devil May Cry 3: Dante's Awakening                    | 2005       | Арт і графіка                    |
| God Hand                                              | 2006       | Керівник                         |
| Vanquish                                              | 2010       | Керівник                         |
| The Evil Within                                       | 2014       | Керівник                         |
| The Evil Within 2                                     | 2017       | Продюсер                         |